# Rothesay International Eastbourne 2023
Rothesay International Eastbourne 2023 byl společný tenisový turnaj mužského okruhu ATP Tour a ženského okruhu WTA Tour hraný v Devonshire Park Lawn Tennis Clubu. Dvanáctý ročník Eastbourne International mužů a čtyřicátý osmý žen probíhal mezi 26. červnem a 1. červencem 2023 v britském Eastbourne na otevřených travnatých dvorcích. Představoval poslední přípravu na londýnský grandslam ve Wimbledonu.
Mužská polovina dotovaná 791 545 eury patřila do kategorie ATP Tour 250. Ženská část s rozpočtem 780 637 dolarů náležela do kategorie WTA 500. Nejvýše nasazenými singlisty se stali devátý hráč žebříčku Taylor Fritz ze Spojených států, a po odstoupení Rybakinové světová pětka Caroline Garciaová z Francie. Jako poslední přímí účastníci do dvouher nastoupili portugalský 80. tenista pořadí Nuno Borges a 37. žena klasifikace Camila Giorgiová z Itálie. V důsledku invaze Ruska na Ukrajinu na konci února 2022 řídící organizace tenisu ATP, WTA a ITF s grandslamy rozhodly, že ruští a běloruští tenisté mohli dále na okruzích startovat, ale do odvolání nikoli pod vlajkami Ruska a Běloruska.
Druhý singlový titul na okruhu ATP Tour vybojoval 24letý Argentinec Francisco Cerúndolo. Sedmou trofej z dvouhry okruhu WTA Tour získala Američanka Madison Keysová, která navázala na eastbournský triumf z roku 2014. Třetí deblový titul v řadě získali Chorvati Nikola Mektić a Mate Pavić, kteří si odvezli sedmnáctou společnou trofej a šestou z trávy. Ženskou čtyřhru ovládly Američanka Desirae Krawczyková s Nizozemkou Demi Schuursovou, jež získaly třetí párový titul.

## Rozdělení bodů a finančních odměn

### Rozdělení bodů
| Soutěž       | Soutěž       | vítězové | finalisté | semifinalisté | čtvrtfinalisté | 16 v kole | 32 v kole | Q  | Q2 | Q1 |
| ------------ | ------------ | -------- | --------- | ------------- | -------------- | --------- | --------- | -- | -- | -- |
| dvouhra mužů | [ 3 ] [ 9 ]  | 250      | 150       | 90            | 45             | 20        | 0         | 12 | 6  | 0  |
| čtyřhra mužů | [ 10 ]       | 250      | 150       | 90            | 45             | 0         | —         | —  | —  | —  |
| dvouhra žen  | [ 2 ] [ 11 ] | 470      | 305       | 185           | 100            | 55        | 1         | 25 | 13 | 1  |
| čtyřhra žen  | [ 12 ]       | 470      | 305       | 185           | 100            | 1         | —         | —  | —  | —  |

### Finanční odměny
| Soutěž                                | Soutěž       | vítězové  | finalisté | semifinalisté | čtvrtfinalisté | 16 v kole | 32 v kole | Q2      | Q1      |
| ------------------------------------- | ------------ | --------- | --------- | ------------- | -------------- | --------- | --------- | ------- | ------- |
| dvouhra mužů                          | [ 3 ] [ 9 ]  | 110 070 € | 64 205 €  | 37 750 €      | 21 870 €       | 12 700 €  | 7 760 €   | 3 880 € | 2 120 € |
| dvouhra žen                           | [ 2 ] [ 11 ] | 120 150 $ | 74 161 $  | 43 323 $      | 20 465 $       | 10 530 $  | 6 870 $   | 5 590 $ | 2 860 $ |
| čtyřhra mužů                          | [ 10 ]       | 38 250 €  | 20 460 €  | 12 000 €      | 6 700 €        | 3 950 €   | —         | —       | —       |
| čtyřhra žen                           | [ 12 ]       | 40 100 $  | 24 300 $  | 13 900 $      | 7 200 $        | 4 350 $   | —         | —       | —       |
| částka ve čtyřhrách je uvedena na pár |              |           |           |               |                |           |           |         |         |

## Mužská dvouhra

### Nasazení
| Stát                           | Hráč                    | ATP | Nasazení |
| ------------------------------ | ----------------------- | --- | -------- |
| USA                            | Taylor Fritz            | 8.  | 1.       |
| USA                            | Tommy Paul              | 15. | 2.       |
| Austrálie                      | Alex de Minaur          | 18. | 3.       |
| Argentina                      | Francisco Cerúndolo     | 19. | 4.       |
| Chile                          | Nicolás Jarry           | 28. | 5.       |
| Argentina                      | Tomás Martín Etcheverry | 30. | 6.       |
| Itálie                         | Lorenzo Sonego          | 39. | 7.       |
| Srbsko                         | Miomir Kecmanović       | 40. | 8.       |
| Nizozemsko                     | Botic van de Zandschulp | 41. | 9.       |
| Žebříček ATP k 19. červnu 2023 |                         |     |          |

### Jiné formy účasti
Následující hráči obdrželi divokou kartu do hlavní soutěže:
- Liam Broady
- George Loffhagen
- Ryan Peniston

Následující hráči postoupili z kvalifikace:
- Daniel Elahi Galán
- Marc-Andrea Hüsler
- Luca Van Assche
- Aleksandar Vukic

Následující hráč postoupil z kvalifikace jako šťastný poražený: 
- Jan Choinski

### Odhlášení
před zahájením turnaje
- Alex de Minaur → nahradil jej  Jan Choinski
- Grigor Dimitrov → nahradil jej  Nuno Borges
- Jack Draper → nahradil jej  Grégoire Barrère
- Jošihito Nišioka → nahradil jej  Mackenzie McDonald

## Mužská čtyřhra

### Nasazení
| Stát                                                                                    | Hráč          | Stát               | Hráč            | ATP | Nasazení |
| --------------------------------------------------------------------------------------- | ------------- | ------------------ | --------------- | --- | -------- |
| Chorvatsko                                                                              | Ivan Dodig    | USA                | Austin Krajicek | 8.  | 1.       |
| USA                                                                                     | Rajeev Ram    | Spojené království | Joe Salisbury   | 10. | 2.       |
| Monako                                                                                  | Hugo Nys      | Polsko             | Jan Zieliński   | 19. | 3.       |
| Chorvatsko                                                                              | Nikola Mektić | Chorvatsko         | Mate Pavić      | 34. | 4.       |
| Žebříček ATP k 19. červnu 2023; číslo je součtem žebříčkového postavení obou členů páru |               |                    |                 |     |          |

### Jiné formy účasti
Následující páry obdržely divokou kartu do hlavní soutěže:
- Liam Broady /  Jonny O'Mara
- Julian Cash /  Luke Johnson

### Odhlášení
před zahájením turnaje
- Marcelo Arévalo /  Jean-Julien Rojer → nahradili je  Robert Galloway /  Miguel Ángel Reyes-Varela
- Rohan Bopanna /  Matthew Ebden → nahradili je  Matthew Ebden /  John-Patrick Smith
- Wesley Koolhof /  Neal Skupski → nahradili je  André Göransson /  Ben McLachlan

## Ženská dvouhra

### Nasazení
| Stát                           | Hráčka                | WTA | Nasazení |
| ------------------------------ | --------------------- | --- | -------- |
| Kazachstán                     | Jelena Rybakinová     | 3.  | 1.       |
| Francie                        | Caroline Garciaová    | 4.  | 2.       |
| USA                            | Jessica Pegulaová     | 5.  | 3.       |
| Tunisko                        | Ons Džabúrová         | 6.  | 4.       |
| USA                            | Coco Gauffová         | 7.  | 5.       |
| Řecko                          | Maria Sakkariová      | 8.  | 6.       |
| Česko                          | Petra Kvitová         | 9.  | 7.       |
| Brazílie                       | Beatriz Haddad Maiová | 10. | 8.       |
|                                | Darja Kasatkinová     | 11. | 9.       |
| Česko                          | Barbora Krejčíková    | 12. | 10.      |
| Žebříček WTA k 19. červnu 2023 |                       |     |          |

### Jiné formy účasti
Následující hráčky obdržely divokou kartu do hlavní soutěže:
- Katie Boulterová
- Harriet Dartová
- Caroline Garciaová

Následující hráčka měla nastoupit pod žebříčkovou ovhranou: 
- Markéta Vondroušová

Následující hráčky postoupily z kvalifikace:
- Ana Bogdanová
- Madison Brengleová
- Lauren Davisová
- Camila Osoriová
- Jasmine Paoliniová
- Wang Si-jü

Následující hráčky postoupily z kvalifikace jako šťastné poražené: 
- Jodie Burrageová
- Linda Fruhvirtová
- Rebecca Marinová
- Petra Martićová
- Tereza Martincová
- Barbora Strýcová
- Heather Watsonová

### Odhlášení
před zahájením turnaje
- Paula Badosová → nahradila ji  Marie Bouzková
- Barbora Krejčíková → nahradila ji  Rebecca Marinová
- Petra Kvitová → nahradila ji  Barbora Strýcová
- Magda Linetteová → nahradila ji  Shelby Rogersová
- Anastasija Potapovová → nahradila ji  Heather Watsonová
- Jelena Rybakinová → nahradila ji  Petra Martićová
- Maria Sakkariová → nahradila ji  Tereza Martincová
- Markéta Vondroušová → nahradil jej  Jodie Burrageová

## Ženská čtyřhra

### Nasazení
| Stát                                                                          | Hráčka                      | Stát       | Hráčka             | WTA | Nasazení |
| ----------------------------------------------------------------------------- | --------------------------- | ---------- | ------------------ | --- | -------- |
| USA                                                                           | Coco Gauffová               | USA        | Jessica Pegulaová  | 7.  | 1.       |
| USA                                                                           | Nicole Melichar-Martinezová | Austrálie  | Ellen Perezová     | 17. | 2.       |
| USA                                                                           | Desirae Krawczyková         | Nizozemsko | Demi Schuursová    | 24. | 3.       |
| Ukrajina                                                                      | Ljudmyla Kičenoková         | Lotyšsko   | Jeļena Ostapenková | 31. | 4.       |
| Žebříček WTA k 19. červnu 2023; číslo je součtem umístění obou členek dvojice |                             |            |                    |     |          |

### Jiné formy účasti
Následující páry obdržely divokou kartu do hlavní soutěže:
- Harriet Dartová /  Heather Watsonová
- Tereza Martincová /  Barbora Strýcová

## Přehled finále

### Mužská dvouhra
- Francisco Cerúndolo vs.  Tommy Paul, 6–4, 1–6, 6–4

### Ženská dvouhra
- Madison Keysová vs. Darja Kasatkinová, 6–2, 7–6(15–13)

### Mužská čtyřhra
- Nikola Mektić /  Mate Pavić vs.  Ivan Dodig /  Austin Krajicek, 6–4, 6–2

### Ženská čtyřhra
- Desirae Krawczyková /  Demi Schuursová vs.  Nicole Melicharová-Martinezová /  Ellen Perezová, 6–2, 6–4